# Schot

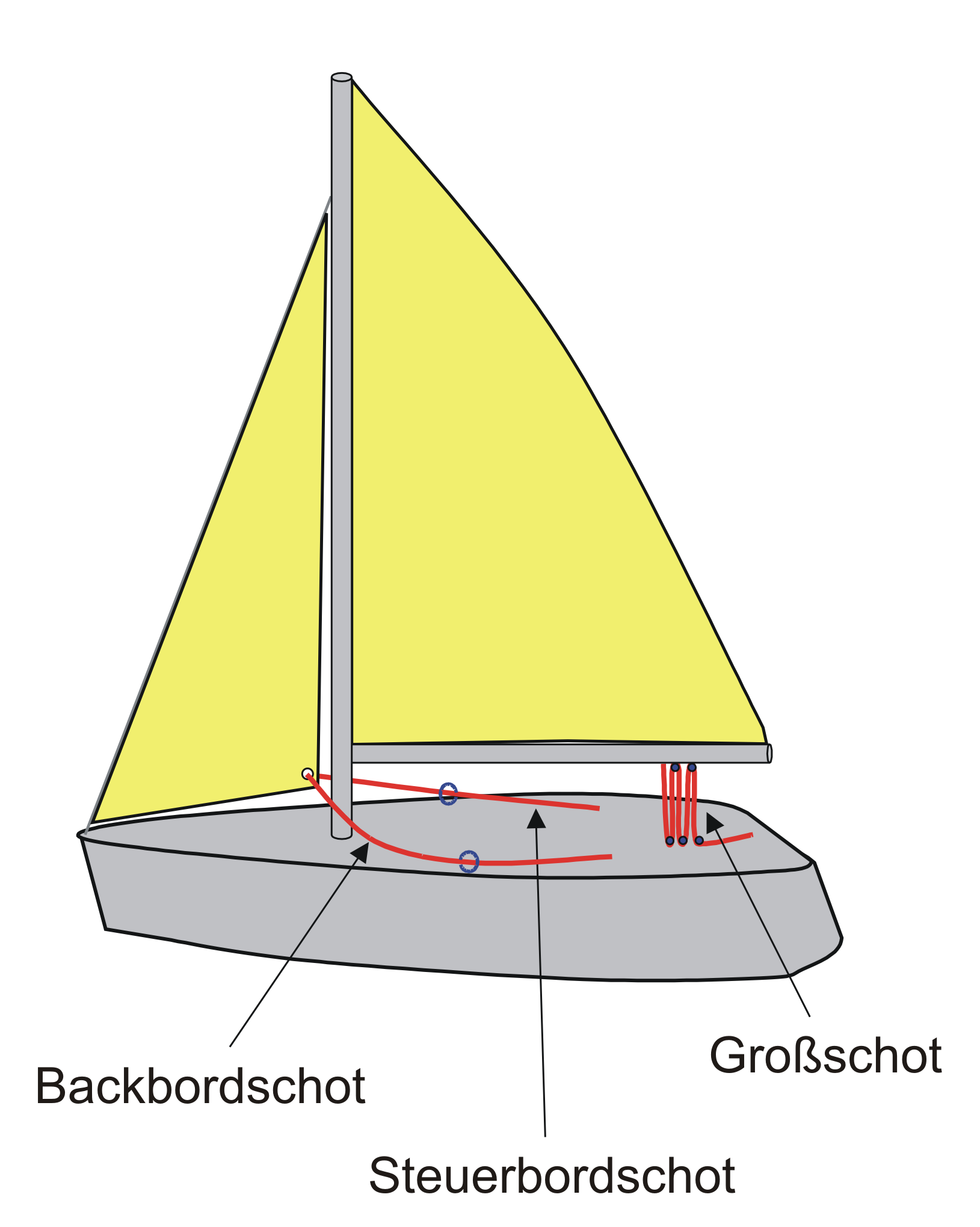
Fockschoten und Großschot eines Segelboots mit Schratsegeln

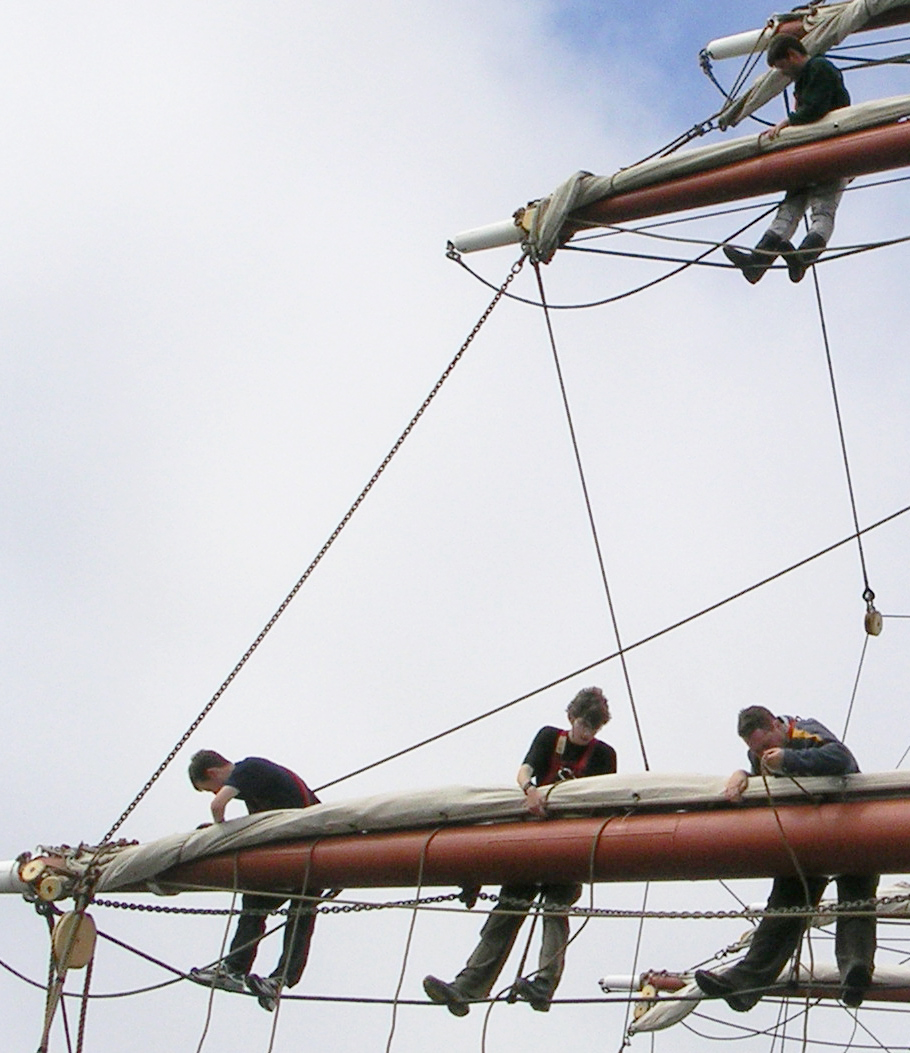
Links zwischen den Rahnocken verläuft die Schot des an der oberen Rah geborgenen Voruntermarssegels der Prince William. Relativ ungewöhnlich ist, dass dafür eine Stahlkette (kein Tauwerk) eingesetzt wird

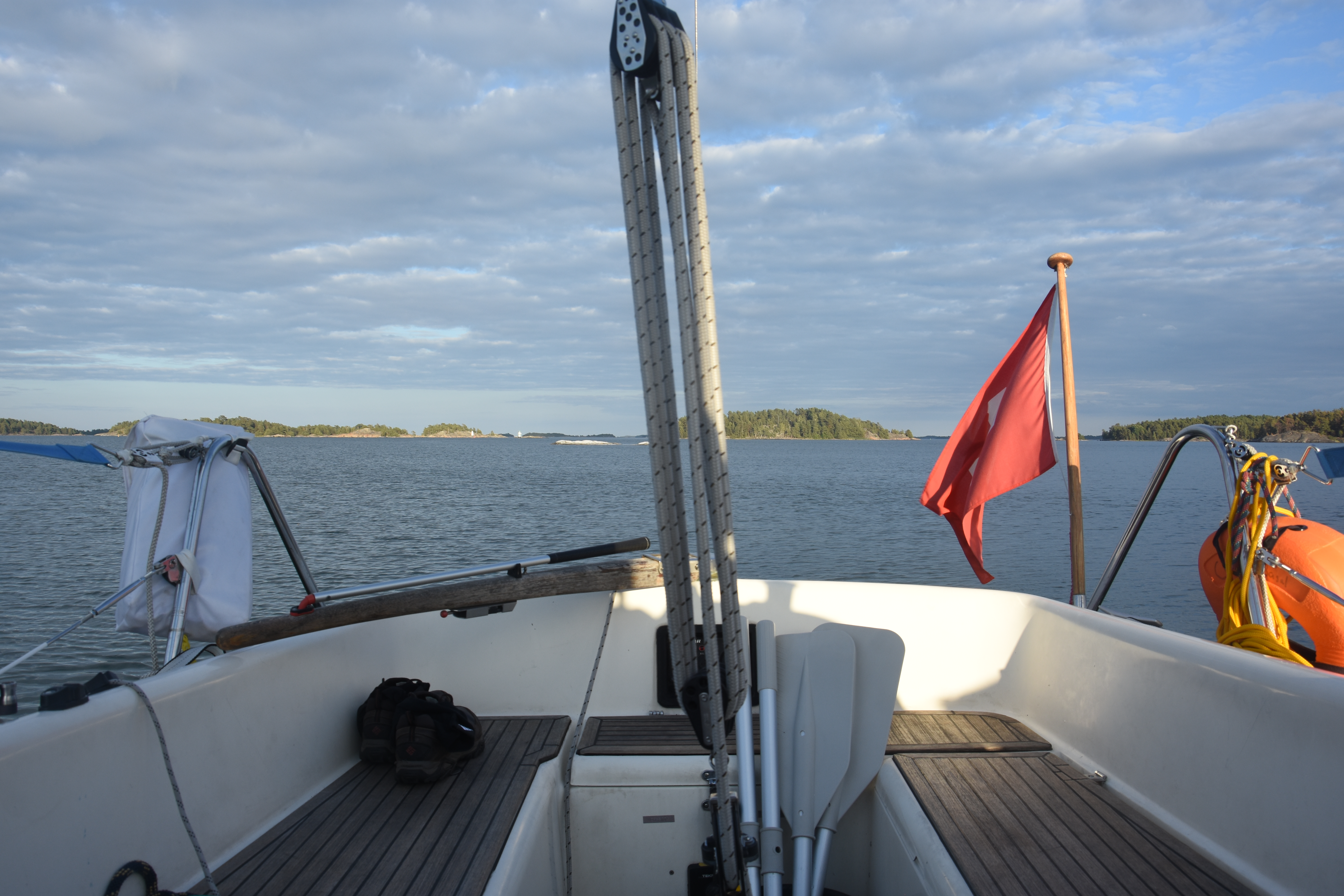
Großschottalje eines kleinen Segelschiffes. Die Leine wird siebenmal umgelenkt.

Eine Schot (seemännisch, abgeleitet von Schoß mit der Bedeutung „Ecke, Zipfel“ eines Segels) ist beim Segeln eine Leine zum Bedienen eines Segels. Schoten sind Bestandteil des Laufenden Guts von Segelschiffen und Segelbooten.
Bei Schratsegeln (Segel, die in Schiffslängsrichtung befestigt sind) werden Schoten zur Ausrichtung der Segel und für ihren Trimm benötigt. Sie steuern vor allem den Anstellwinkel der Segel zum Wind.
Bei Rahsegeln (viereckige Segel, die oben von einem Querholz gehalten und quer vor dem Mast gefahren werden) halten jeweils zwei Schoten die Seiten des oben an der Rah befestigten Segels nach unten. Sie werden bei Rahsegeln, unter denen eine weitere Rah steht, zum Setzen und Bergen des Segels als Gegenstück zu den Geitauen benutzt; der Anstellwinkel des Segels wird hier einzig durch Brassen verändert. Bei Untersegeln (den untersten Rahsegeln an einem Mast, z. B. Fock) bzw. der Breitfock beeinflussen die Schoten auch die Ausrichtung der Segel.
„Mast- und Schotbruch“ heißt ein Segensspruch für Seeleute.

## Bezeichnungen
Da es auf einem Segelschiff oder -boot meist mehrere Schoten gibt, tragen sie stets den Namen des Segels, an dem sie befestigt sind; beim Großsegel heißt sie zum Beispiel Großschot, bei der Fock  Fockschot. Sind an einem Segel zwei Schoten befestigt, werden sie nach der Schiffsseite genauer als Backbordschot oder Steuerbordschot bezeichnet, also z. B. Fockbackbordschot. Beim Spinnaker, der mit zwei seitlichen Leinen gefahren wird, wird die Leine in Lee Spinnaker-Schot, die Leine in Luv wird Achterholer genannt. Die Ecke des Segels, an der die Schot befestigt ist, wird Schothorn genannt.

## Jollen und Yachten

### Bedienung
Um Segel je nach Kurs zum Wind mehr zur Schiffsmitte zu ziehen oder um sie flacher zu trimmen, muss eine Schot „angeholt“ oder „dichtgeholt“ (gezogen) werden; um die Segel auf einem Raumschotskurs weiter zu öffnen oder um ihre Spannung zu verringern, wird sie „gefiert“ (Leine nachgegeben).
Je nach Größe des Segels kann der Wind dabei auf die Schot große Kräfte ausüben, die mit bloßer Hand nicht mehr zu bewältigen sind. Ist die Schot an einem Segelbaum befestigt, wie meist beim Großsegel von Yachten und Jollen, wird sie deswegen über einen Flaschenzug, eine „Talje“, bedient. Die Übersetzung beginnt bei einer doppelten – z. B. beim Laser – und kann bis zu einer siebenfachen Umlenkung gehen, mit 3 oberen und 4 unteren Rollen. Solche kommen bei kleineren Yachten zum Einsatz. Danach wird dieses System unpraktikabel, weil die benötigten Blöcke zu klobig werden und die Reibung zu groß wird, weswegen bei größeren Yachten die Großschot auf eine oder zwei Winschen gelegt und damit bedient wird. Regattayachten haben gelegentlich auch zwei unabhängige Taljen, eine für die Grobeinstellung mit Winschen und eine für den Feintrimm mittels eigentlichem Flaschenzug. 
Die Großschottalje ist auf Jollen mit ihrem unteren Ende am Cockpitboden angeschlagen und wird vom Rudergänger bedient. Auf Regattaschiffen und Jachten ist der untere Taljeblock auf einer Travellerschiene verschiebbar befestigt. Die Schot eines Vorsegels wird, beidseits am Mast vorbei, durch Rollen und Leitösen in das Cockpit des Schiffes geführt, wo der Vorschoter für sie zuständig ist. Auf größeren Booten werden Winschen eingesetzt, die durch ihre mechanische Übersetzung eine große Zugkraft übertragen können.
Da die Stellung der Schoten gerade auf Sportbooten je nach Kurs und Windstärke häufig verändert werden muss, ermöglichen Kamm- und Curryklemmen eine schnelle Bedienung. Die Schot wird in ihnen nur kurzfristig arretiert und muss nicht zeitraubend auf einer Klampe belegt oder wieder von ihr gelöst werden. Auf kleineren Jollen dienen diesem Zweck „Knarrpoller“ genannte Kleinwinschen, die sich nur in eine Richtung drehen lassen und die Schot durch Reibung in ihrer gegenwärtigen Stellung halten.

### Trimmmöglichkeiten

#### Vorsegel
Um den Stand des Vorsegels einzustellen, werden Vorschoten auf Yachten fast immer über eine verschiebbare Rolle auf Fockschotleitschienen geführt, die sich auf beiden Seiten des Schiffsdecks befinden. Der Punkt, an dem die Schot über eine Rolle umgelenkt wird, wird als Holepunkt bezeichnet. Seine Verschiebung dient nicht nur der Anpassung an Vorsegel unterschiedlicher Größe, sondern auch einer Optimierung des Segeltrimms. Ist der Holepunkt weiter vorne, wird das Achterliek des Segels stärker gereckt (gespannt), die tiefste Wölbung des Segels wandert nach hinten und unten, die Verwindung des Segels nimmt ab, und der Segeltwist verringert sich. Ist der Holepunkt weiter hinten, wird das Unterliek des Segels stärker gereckt (gespannt) und die tiefste Wölbung des Segels wandert nach vorne und oben, die Verwindung des Segels nimmt zu, und der Twist vergrößert sich. Die Schotspannung kontrolliert den Anstellwinkel des Segels.

#### Großsegel
Einem ähnlichen Zweck dient der so genannte Traveller. Dabei handelt es sich um eine Schotumlenkung auf einem Schlitten, der auf einer Gleitschiene beweglich gelagert ist. Mit ihm kann der Holepunkt nach Luv oder Lee verschoben werden. Mit dem Traveller kontrolliert man den Anstellwinkel des Segels. Die Schotspannung dient der Kontrolle der Verwindung (Twist) des Segels: je stärker die Schotspannung, desto geringer ist die Verwindung.

### Material und Herstellung

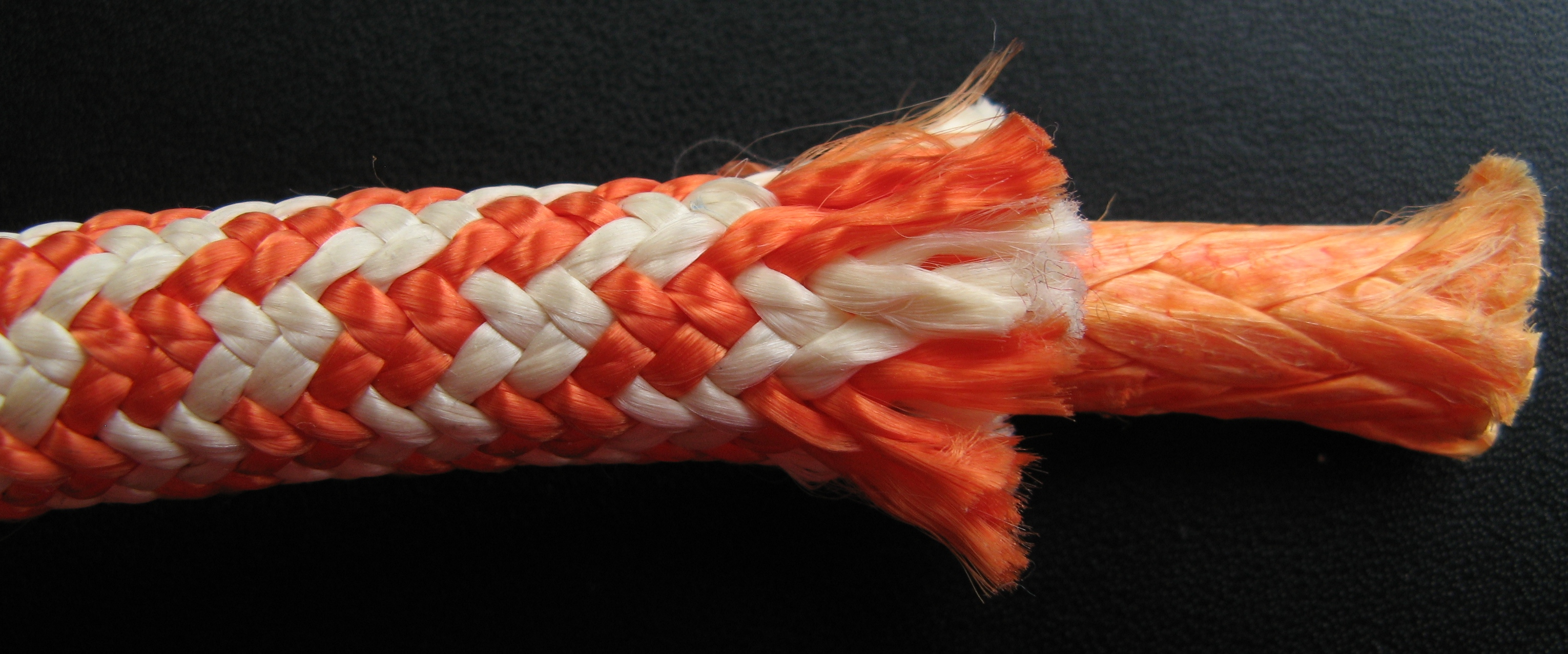
Hochwertige Schot. Der schützende Mantel ist teilweise zurückgezogen und legt den lasttragenden Kern aus Dyneema frei

An das Material von Schoten werden mehrere Anforderungen gestellt:
1. Die Leine soll möglichst griffig und gut handhabbar („lehnig“) sein.
2. Da die Leine häufig bewegt wird und dabei an Winschen, in Klemmen usw. „schamfilt“ (scheuert), soll sie möglichst abriebfest sein.

Üblicherweise sind Schoten heute aus Kunstfasern hergestellt, meist Polyester (preiswert, hat aber relativ viel Reck) oder Dyneema, das zwar deutlich teurer, aber auch fester und reckärmer ist. Lediglich auf Traditionsseglern werden heute noch Leinen aus Naturfaser eingesetzt.
Für Schoten wird heutzutage auf kleinen Booten nur geflochtenes Tauwerk verwendet.